# 80年代文化热
80年代文化热，是1980年代中國大陸的一场文化思潮，當時主要討論现代化和传统文化的问题以及儒學問題。有学者认为，80年代文化新思潮的演变环节依次是“反文革”、“反封建”、“反传统’，再往后才是所谓“文化热”，其中贯穿各个环节的中心线索是对文革的反思。此外，“启蒙”是整个80年代的基本属性，故整个80年代都属于“新启蒙时代”。

## 历史
1980年底，李泽厚发表《美的历程》一书，随之而来的“美学热”也启发了人们对生活方式包括革命思维、革命时尚的反省，成为文化热和新启蒙运动的先导。1982年，庞朴在《人民日报》发表了《应该注意文化史的研究》一文，主張要重视文化史的研究，被視為掀起了80年代文化热的序幕；其中出現了“儒學復興論”，此類學者主張中國的出路在於儒學復興。此外，王元化等人提出“新启蒙”，提倡重拾五四运动的精神“民主”和“科学”，并于1988年在上海创立了《新启蒙》杂志。
1980年代中期，新启蒙和文化热还形成了一股“反传统”的潮流，自由主义文化兴起、“85新潮”标志着中国当代艺术诞生，一些學者主張要现代化就不能要传统。1988年中国中央电视台播出的纪录片《河殇》即是“反传统”的一個代表，《河殇》对诸多中国传统文化符号进行辨析和批判，认为中国是黄河文明、西方是海洋文明，进而提出了蔚蓝色文明，要求对外开放、学习西方的先进文明。与此同时，“全盘西化”的观点再度兴起，成为一代青年的主流取向，面对中国大陆与香港、台湾以及西方国家差距巨大的现实，当时中国大陆许多人认为现代化就是“西方化”。也有学者认为，中国大陆1980年代的主流思潮是“全盘西化”，但绝非“西学为主”，那时人们其实是拿着一个笼统的“西方”或“现代化”的概念去“反传统”、去批判所谓“封建主义”，是批判者手中用来“反传统”的工具而已。
1989年“六四事件”以后，文化热开始退潮。